# Episodi di Padre Brown (quarta stagione)
La quarta stagione della serie televisiva Padre Brown è stata trasmessa sul canale britannico BBC One dal 4 al 15 gennaio 2016.
In Italia, la stagione è andata in onda in prima visione assoluta su Paramount Channel dall'8 al 29 settembre 2017.
Entra nel cast l'attore Jack Deam che interpreta il ruolo dell'ispettore Mallory, in sostituzione di Tom Chambers (ispettore Sullivan).
| nº | Titolo originale           | Titolo italiano           | Prima TV Regno Unito | Prima TV Italia   |
| -- | -------------------------- | ------------------------- | -------------------- | ----------------- |
| 1  | The Mask of the Demon      | La maschera del demonio   | 4 gennaio 2016       | 8 settembre 2017  |
| 2  | The Brewer's Daughter      | Intreccio mortale         | 5 gennaio 2016       | 8 settembre 2017  |
| 3  | The Hangman's Demise       | La caduta del boia        | 6 gennaio 2016       | 8 settembre 2017  |
| 4  | The Crackpot of the Empire | Lo svitato dell'impero    | 7 gennaio 2016       | 15 settembre 2017 |
| 5  | The Daughter of Autolycus  | La figlia di Autolycus    | 8 gennaio 2016       | 15 settembre 2017 |
| 6  | The Rod of Asclepius       | Il bastone di Esculapio   | 11 gennaio 2016      | 15 settembre 2017 |
| 7  | The Missing Man            | Una persona scomparsa     | 12 gennaio 2016      | 22 settembre 2017 |
| 8  | The Resurrectionists       | I profanatori             | 13 gennaio 2016      | 22 settembre 2017 |
| 9  | The Sins of the Father     | I peccati del padre       | 14 gennaio 2016      | 29 settembre 2017 |
| 10 | The Wrath of Baron Samdi   | La collera di Baron Samdi | 15 gennaio 2016      | 29 settembre 2017 |